# Arrasto de referenciais
Arrasto de referenciais (frame-dragging em inglês) é um fenômeno previsto pela teoria da relatividade geral de Albert Einstein no qual corpos rotacionando arrastam o espaço-tempo em torno de si mesmo. O efeito de arrasto de referenciais foi primeiramente derivado da teoria da relatividade geral em 1918 pelos físicos austríacos Joseph Lense e Hans Thirring, e por isso também é conhecida como efeito Lense-Thirring. Lense e Thirring previram que a rotação de um objeto deve alterar espaço e tempo, arrastando um objeto nas proximidades para fora de posição prevista pela mecânica newtoniana. Esse efeito seria incrivelmente pequeno — cerca de uma parte em poucos trilhões. De modo a detectá-lo, seria necessário observar para objetos muito massivos ou construir instrumentos extremamente sensíveis. De modo geral, a disciplinas de efeitos de campos causados por matéria em movimento é conhecido como gravitomagnetismo.